# ديميتري فاسيلييف (لاعب كرة قدم)
ديميتري فاسيلييف (بالروسية: Дмитрий Вячеславович Васильев)‏ هو لاعب كرة قدم روسي في مركز الهجوم، ولد في 2 مايو 1985 في سوتشي في روسيا. لعب مع أنجي محج قلعة وشينيك ياروسلافل وكريليا سوفيتوف سامارا ولوخ إينيرجيا فلاديفوستوك.

## وصلات خارجية
- ديميتري فاسيلييف (لاعب كرة قدم) على موقع اتحاد أوكرانيا (الإنجليزية)
- ديميتري فاسيلييف (لاعب كرة قدم) على موقع Soccerway.com (الإنجليزية)